# Масерија Питоша (Кампобасо)
Масерија Питоша је насеље у Италији у округу Кампобасо, региону Молизе.
Према процени из 2011. у насељу је живело 58 становника. Насеље се налази на надморској висини од 524 м.